# Oestodes
Oestodes is een geslacht van kevers uit de familie  
kniptorren (Elateridae).
Het geslacht is voor het eerst wetenschappelijk beschreven in 1853 door LeConte.

## Soorten
Het geslacht omvat de volgende soorten:
- Oestodes puncticollis Horn, 1874
- Oestodes tenuicollis (Randall, 1838)